# Moravče
Moravče – wieś w Słowenii, siedziba gminy Moravče. W 2018 roku liczyła 929 mieszkańców.